# 雅克利娜·马泽亚
雅克利娜·马泽亚（法語：Jacqueline Mazéas，1920年10月10日—2012年7月9日），法国女子田径运动员，主攻铁饼。她曾代表法国参加1948年夏季奥林匹克运动会田径比赛，获得一枚铜牌。